# Dla ciebie miły (utwór)
Dla ciebie miły – znany polski szlagier wokalistki Violetty Villas powstały w 1961 roku. Muzykę skomponował R. Sielicki, a słowa napisał Mirosław Łebkowski. Piosenka znana jest z wokalizy obejmującej najniższe i najwyższe rejestry głosy artystki.
Utwór zwyciężył w plebiscycie „Expressu Wieczornego” na najlepszy polski szlagier. Otrzymał 67 479 głosów, podczas gdy następny na liście „Jeszcze poczekajmy” w wykonaniu Reny Rolskiej otrzymał zaledwie 33 tysiące.
Violetta Villas wystąpiła z piosenką Dla ciebie miły podczas półfinału Festiwalu w Sopocie w 1961 roku.
Kompozycja znalazła się na płytach artystki: Dla ciebie miły oraz Violetta Villas.
W 1962 roku piosenkarka Birgit Falk nagrała cover piosenki Dla ciebie miły, For You my darling.